# Râul Cosma
Râul Cosma este curs de apă afluent al râului Cireșu. 

## Hărți
- Harta Turistică Covasna